# MPEG-4 Part 2
 (mars 2023).
Si vous disposez d'ouvrages ou d'articles de référence ou si vous connaissez des sites web de qualité traitant du thème abordé ici, merci de compléter l'article en donnant les références utiles à sa vérifiabilité et en les liant à la section « Notes et références ».
MPEG-4 Part 2, ou MPEG-4 Visual, est la partie 2 de la norme MPEG-4 pour la compression vidéo. Elle est utilisée entre autres par les codecs DivX 3 à 6 (propriétaire), et Xvid (sous licence GNU GPL).
Elle comprend deux profils : le Simple Profile (MPEG-4 SP) et le Advanced Simple Profile (MPEG-4 ASP).
La partie 10 de la norme MPEG-4 représente une amélioration de ce codage appelée H.264 ou MPEG-4 AVC (Advanced Video Codec). Elle est utilisée par les codecs DivX 7 et x264 (sous licence GNU GPL).